# ذا هانغيغ تري
ذا هانغيغ تري (بالإنجليزية: The Hanging Tree)‏ المعروفة أيضًا باسم أغنية شجرة الشنق؛ هي أغنية من تأليف الروائية الأمريكية سوزان كولنز وألحان الموسيقي الأوركسترالي جيمس نيوتن هاورد، صدرت في 9 ديسمبر 2014، وكانت ضمن مجموعة أغاني ألبوم الموسيقى التصويرية لمباريات الجوع: الطائر المقلد - الجزء الأول.